# Johann Christian von Blankenstein
Johann Christian von Blankenstein, zeitgenössisch auch Johann Christian von Blanckenstein(er) (* 18. September 1686; † 22. März 1752 in Reinsdorf bei Heldrungen), war ein fürstlich-sachsen-weißenfelsischer Landesdeputierter, Leutnant und Rittergutsbesitzer.

## Leben und Wirken
Er war der Sohn von Adolf von Blankenstein und dessen Ehefrau Margaretha Honneve, geborene von Savary. Sein Vater hatte 1691 das Gut Reinsdorf im Amt Heldrungen erworben und war im benachbarten Amt Sachsenburg Amtshauptmann. Als er 1694 starb, waren Johann Christian und dessen älterer Bruder Adolph Wilhelm noch unmündig. Ihre Mutter und sie erbten das väterliche Rittergut und das bei Sorau gelegene Rittergut Linderode. Reinsdorf wurde verpachtet und Linderode Lebensmittelpunkt der Familie. Nach dem Tod der Mutter und dem Erreichen der Volljährigkeit der beiden Brüder einigten sie ich auf eine Teilung des väterlichen Erbes. Johann Christian erhielt Reinsdorf im Herzogtum Sachsen-Weißenfels, wo er als Rittergutsbesitzer Landesdeputierter in Weißenfels wurde. Er trat in Querfurt in den Militärdienst und stieg bis zum Leutnant auf.

## Familie
Johann Christian war zweimal verheiratet. Er heiratete am 16. November 1717 Johannetta Sophie von Keil (* 19. Dezember 1695; † 12. April 1725). Das Paar hatte mehrere Kinder:
- Adolf Ferdinand (* 9. Februar 1719)
- Johann Friedrich (* 20. Januar 1720; † 22. Mai 1720)
- Carl Christian (* 17. April 1721; † 15. Dezember 1745)
- Friederike Amalie (* 27. August 1722)
- Günther Ferdinand (* 1. April 1725)

Nach dem Tod seiner ersten Frau heiratete er am 14. Januar 1729 Johanna Amalie von Bendeleben (* 8. Oktober 1712; † 29. Dezember 1774), die Tochter des Wolf Heinrich von Bendeleben auf Reinsdorf.
Durch ihre Vermittlung kam das Bendeleben'sche Rittergut in Reinsdorf in Familienbesitz. Das Paar hatte mehrere Kinder:
- Sophie Wilhelmine (* 20. März 1729; † 4. Januar 1752)
- Adam (* 18 Jan 1732)
- Ernst Paul Christian (* 18. Juni 1733; † 12. Juni 1816), kaiserlicher General
- Magdalena Henriette (* 26. April 1735; † 1. November 1737)
- Johanna Caroline (* 24. Oktober 1736; † 28. Oktober 1736)
- Carl Friedrich (* 14. Juni 1738; † 11. September 1755), Page
- Friedrich Wilhelm (* 15. August 1739; † 17. April 1742)
- Johann Georg Ludwig (* 8. Oktober 1740), Hauptmann kauft 1778 Drahndorf ⚭ 1771 Sophie Dorothea Christiane von Quernheimb
- Caspar Friedrich Christian (* 21. August 1742; † 8. April 1757)
- Christoph Heinrich (* 2. Juni 1744; † 5. März 1827)
- Anton Ferdinand (* 8. Februar 1746; † 31. März 1746)
- Hans Carl (* 10. August 1748)
- Carl August (* 25. Oktober 1749; † 14. Juni 1778)